# Primavera Árabe
Primavera Árabe (em árabe: الربيع العربي) foi uma série de protestos antigovernamentais, revoltas e rebeliões armadas que se espalharam por grande parte do mundo árabe no início da década de 2010. A onda revolucionária que teve início na Tunísia em resposta à corrupção e estagnação econômica. Da Tunísia, os protestos se espalharam para outros cinco países: Líbia, Egito, Iêmen, Síria e Bahrein. Os governantes foram depostos (Zine El Abidine Ben Ali da Tunísia em 2011, Muammar Gaddafi da Líbia em 2011, Hosni Mubarak do Egito em 2011 e Ali Abdullah Saleh do Iêmen em 2012) ou ocorreram grandes revoltas e violência social, incluindo motins, guerras civis, ou insurgências. Manifestações de rua sustentadas ocorreram em Marrocos, Iraque, Argélia, Líbano, Jordânia, Kuwait, Omã e Sudão. Pequenos protestos ocorreram no Djibuti, Mauritânia, Estado da Palestina, Arábia Saudita e no Saara Ocidental ocupado pelo Marrocos.
A onda de revoluções e protestos iniciais desapareceu em meados ou finais de 2012, quando muitas manifestações foram recebidas com violência por parte das autoridades, milícias pró-governamentais, contramanifestantes e militares. Estes ataques foram respondidos com violência por parte dos manifestantes em alguns casos. Seguiram-se vários conflitos militares de grande escala após os protestos: a Guerra Civil Síria; a ascensão do Estado Islâmico, a insurgência e a subsequente Guerra Civil Iraquiana; a crise, a eleição e a destituição de Mohamed Morsi no Egito, e a subsequente agitação e insurgência; a crise líbia; e a crise iemenita e a subsequente guerra civil. Os regimes que não dispunham de grandes riquezas petrolíferas nem de acordos de sucessão hereditária tinham mais probabilidades de sofrer mudanças de regime.
Uma luta pelo poder continuou após a resposta imediata à Primavera Árabe. Enquanto a liderança mudava e os regimes eram responsabilizados, vácuos de poder se abriram no mundo árabe. Em última análise, isto resultou numa batalha contenciosa entre a consolidação do poder pelas elites religiosas e o crescente apoio à democracia em muitos Estados de maioria muçulmana. As esperanças iniciais de que estes movimentos populares acabariam com a corrupção, aumentariam a participação política e trariam maior equidade económica ruíram rapidamente na sequência dos movimentos contrarrevolucionários de intervenientes estatais estrangeiros no Iémen, das intervenções militares regionais e internacionais no Bahrein e no Iémen, e das guerras civis destrutivas na Síria, no Iraque, na Líbia e no Iêmen.
Alguns referiram-se aos conflitos subsequentes e ainda em curso como o Inverno Árabe. As recentes revoltas no Sudão e na Argélia mostram que as condições que deram início à Primavera Árabe não desapareceram e que os movimentos políticos contra o autoritarismo e a exploração ainda estão a ocorrer. Desde o final de 2018, múltiplas revoltas e movimentos de protesto na Argélia, Sudão, Iraque, Líbano e Egipto têm sido vistos como uma continuação da Primavera Árabe.

## Contexto
A revolução democrática árabe é considerada a primeira grande onda de protestos democráticos do mundo árabe no século XXI. Os protestos, de índole social e, no caso da Tunísia, apoiada pelo exército, foram causados por fatores demográficos estruturais, condições de vida duras promovidas pelo desemprego, ao que se aderem os regimes corruptos e autoritários revelados pelo vazamento de telegramas diplomáticos dos Estados Unidos divulgados pelo Wikileaks. Estes regimes, nascidos dos nacionalismos árabes dentre as décadas de 1950 e 1970, foram se convertendo em governos repressores que impediam a oposição política credível que deu lugar a um vazio preenchido por movimentos islamistas de diversas índoles.

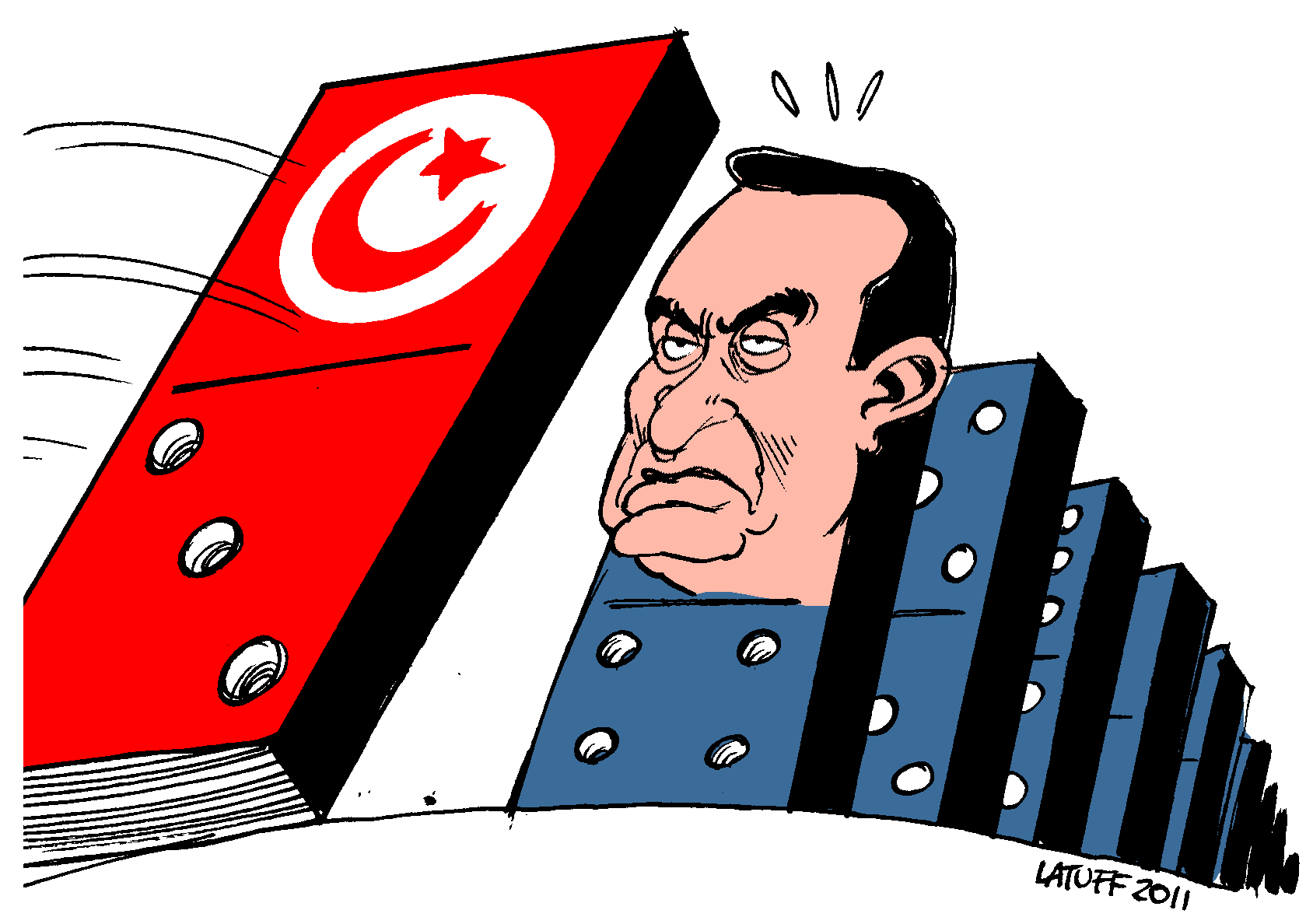
Uma charge política de Carlos Latuff representando Hosni Mubarak em frente ao efeito dominó desencadeado pelos protestos na Tunísia.

Outras causas das más condições de vida, além do desemprego e da injustiça política e social de seus governos, estão na falta de liberdades, na alta militarização dos países e na falta de infraestruturas em lugares onde todo o benefício de economias em crescimento fica nas mãos de poucos e corruptos.
Com poucas exceções, até a Guerra Fria, maiores liberdades políticas não eram permitidas nesses países. Diferentemente da atualidade, a coincidência com o amplo processo da globalização, que difundiu as ideias do Ocidente e que, no final da primeira década do terceiro milênio, terminaram tendo grande presença as redes sociais, que em 2008 se impuseram na internet. Esta, por sua vez, se fez presente na década de 2000, devido aos planos de desenvolvimento da União Europeia. A maioria dos protestantes são jovens (não em vão, os protestos no Egito receberam o nome "Revolução da Juventude"), com acesso a Internet e, ao contrário das gerações antecessoras, possuem estudos básicos e, até mesmo, graduação superior. O mais curioso dos eventos com início na Tunísia foi sua rápida difusão por outras partes do mundo árabe.
Por último, a profunda crise do subprime de 2008 e a crise climática de 2009-2012 na qual foi muito sentida pelos países norte-africanos, piorando os níveis de pobreza, foi um detonador para a elevação do preço dos alimentos e outros produtos básicos. A estas causas compartilhadas pelos países da região se somam outras particulares. No caso da Tunísia, a quantidade de turistas internacionais e, em especial, os europeus que recebia, promoveu maior penetração das ideias ocidentais; ademais, o governo da Tunísia é um dos menos restritivo.

## Histórico

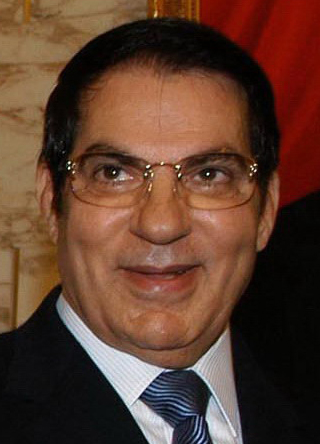
Zine El Abidine Ben Ali, o primeiro chefe de estado a ser deposto, em janeiro de 2011.

As redes sociais desempenharam um papel considerável nos recentes movimentos contra a ditadura nos países árabes. A propagação do movimento conhecido como Primavera Árabe, que começou em 2010 na Tunísia, para todo o Norte da África e Oriente Médio não teria sido a mesma sem os recursos proporcionados pela internet. Foi na Internet que os setores mais inconformados da sociedade encontraram o instrumento ideal para exercer o ciberativismo, de onde eles puderam canalizar as críticas contra os abusos do poder das autoridades, agendar e realizar ações de protesto.
Em dezembro de 2010 um jovem tunisiano, Mohamed Bouazizi, ateou fogo ao próprio corpo como forma de manifestação contra as condições de vida no país que morava. Ele não sabia, mas o ato desesperado, que o levaria à própria morte, acabaria culminando no que, mais tarde, viria a ser chamado de Primavera Árabe. Protestos se espalharam pela Tunísia, levando o presidente Zine el-Abdine Ben Ali a fugir para a Arábia Saudita apenas dez dias depois. Ben Ali estava no poder desde novembro de 1987.

### Evolução
O termo Primavera Árabe, como o evento se tornou conhecido, apesar de ter-se iniciado durante o inverno do hemisfério norte, é uma alusão à Primavera de Praga. Começou com os primeiros protestos que ocorreram na Tunísia em 18 de Dezembro de 2010, após a autoimolação de Mohamed Bouazizi, em uma forma de protesto contra a corrupção policial e os maus tratos. Com o sucesso dos protestos na Tunísia,  a onda de protestos atingiu  Argélia, Jordânia, Egito  e  Iêmen, com as maiores e mais organizadas manifestações  de um "dia de fúria". Os protestos também provocaram manifestações semelhantes fora da região.
Até a data, as manifestações resultaram na derrubada de três chefes de Estado: o presidente da Tunísia, Zine El Abidine Ben Ali, fugiu para a Arábia Saudita em 14 de janeiro, na sequência dos protestos da Revolução de Jasmim; no Egito, o presidente Hosni Mubarak renunciou em 11 de Fevereiro de 2011, após 18 dias de protestos em massa, terminando seu mandato de 30 anos; e na Líbia, o presidente Muammar al-Gaddafi, morto em tiroteio após ser capturado no dia 20 de outubro e torturado por rebeldes, arrastado por uma carreta em público, morrendo com um tiro na cabeça, terminando seu mandato de 42 anos. Durante este período de instabilidade regional, vários líderes anunciaram sua intenção de renunciar: o presidente do Iêmen, Ali Abdullah Saleh, anunciou que não iria tentar se reeleger em 2013, terminando seu mandato de 35 anos. O presidente do Sudão, Omar al-Bashir também anunciou que não iria tentar a reeleição em 2015, assim como o premiê iraquiano, Nouri al-Maliki, cujo mandato terminou em 2014, embora tenha havido manifestações cada vez mais violentas exigindo a sua demissão imediata. Protestos na Jordânia também causaram a renúncia do governo, resultando na indicação do ex-primeiro-ministro e embaixador em Israel, Marouf Bakhit, como novo primeiro-ministro pelo rei Abdullah.
A volatilidade dos protestos e as suas implicações geopolíticas  atraíram a atenção global, e cogitou-se que algumas lideranças do movimento poderiam ser indicadas ao  Prêmio Nobel da Paz de 2011.

### Situação por país
| País                           | Data de início | Status                                                                                 | Resultado | Situação                                                                   |
| ------------------------------ | --- | -------------------------------------------------------------------------------------- | --- | -------------------------------------------------------------------------- |

Governo deposto
Governo derrubado várias vezes
Guerra civil
Protestos e mudanças governamentais
Grandes protestos
Protestos menores
Outros protestos e ação militante fora do mundo árabe

| Tunísia                        | 18 de dezembro de 2010 | Governo deposto em 14 de janeiro de 2011                                               | Derrubada de Zine El Abidine Ben Ali; Ben Ali e sua família fogem para o exílio na Arábia Saudita - Renúncia do primeiro-ministro Ghannouchi - Dissolução da polícia política - Dissolução da RCD, o antigo partido dirigente da Tunísia, com a expulsão de seus membros do governo e liquidação de seus ativos - Libertação de presos políticos - Eleições para a Assembleia Constituinte em 23 de Outubro de 2011 - Protestos na Tunísia em 2013–2014 contra o governo interino liderado pelos islamitas. - Adoção de uma nova constituição - Em outubro de 2011, com a eleição de um parlamento e o fim da transição, a Tunísia, torna-se uma república parlamentar unicameral. | governo deposto                                                            |
| Argélia                        | 29 de dezembro de 2010 | Encerrado em Janeiro de 2012                                                           | - Suspensão do estado de emergência de 19 anos | grandes protestos                                                          |
| Jordânia                       | 14 de janeiro de 2011 | Encerrado                                                                              | - Em fevereiro de 2011, o rei Abdullah II demite o primeiro-ministro Rifai e seu gabinete - Em outubro de 2011, Abdullah demite o primeiro-ministro Bakhit e seu gabinete depois de queixas do progresso lento das reformas prometidas - Em abril de 2012, como os protestos continuam, Al-Khasawneh renunciou, e o rei nomeia Fayez al-Tarawneh como o novo primeiro-ministro da Jordânia - Em outubro de 2012, o rei Abdullah dissolve o parlamento para novas eleições antecipadas, e nomeia Abdullah Ensour como o novo primeiro-ministro da Jordânia | protestos e mudanças governamentais                                        |
| Omã                            | 17 de janeiro de 2011 | Encerrado em maio de 2011                                                              | - Concessões econômicas pelo sultão Qaboos - Demissão de ministros - Concessão de poderes legislativos ao legislativo eleito de Omã | protestos e mudanças governamentais                                        |
| Egito                          | 25 de janeiro de 2011 | Dois governos derrubados (em fevereiro de 2011 e julho de 2013). Violência contínua.   | Derrubada de Hosni Mubarak, que mais tarde é condenado por corrupção e solicitado para ser julgado por ordenar a morte de manifestantes. Protestos sobre a imposição de uma declaração constitucional temporária pelo presidente Mohamed Morsi seguido por um golpe de Estado. - Renúncia do(s) primeiro-ministro(s) Nazif e Shafik - Tomada do poder pelas Forças Armadas - Suspensão da Constituição, dissolução do Parlamento - Dissolução do Serviço de Investigação de Segurança do Estado - Dissolução do NDP, o antigo partido governante do Egito e transferência de seus ativos para o Estado - Processo judicial contra Mubarak, sua família e seus antigos ministros - Suspensão do estado de emergência de 31 anos - Eleição democrática realizada para substituir Mubarak como o novo presidente do Egito; Mohamed Morsi eleito e empossado - Morsi removido por militares em um golpe de Estado na sequência de protestos que ocorriam depois de meses de agitação civil. - Repressão sobre a Irmandade Muçulmana e seus aliados:: - Importantes líderes islamitas foram presos e enfrentaram julgamento. - Dispersão violenta de sit-ins pró-Morsi em 14 de agosto de 2013. - Um tribunal proíbe todas as atividades da Irmandade Muçulmana em todo o país e seus ativos são confiscados. O governo eventualmente designa o grupo como uma organização terrorista em 25 de dezembro de 2013. - Condenação à morte de centenas de apoiantes da Irmandade Muçulmana. - Agitação civil contínua em resposta ao golpe. - Abdel Fattah el-Sisi assume a presidência na sequência de uma segunda eleição. Insurgência no Sinai - Forças Armadas do Egito lançam operações militares antiterroristas no Sinai. - Aumento da violência e ataques por insurgentes desde a queda do Morsi. | Dois governos derrubados (governo Mubarak deposto • governo Morsi deposto) |
| Iêmen                          | 27 de janeiro de 2011 | Dois governos derrubados (em fevereiro de 2012 e janeiro de 2015). Violência contínua. | Derrubada de Ali Abdullah Saleh; Saleh recebe imunidade judicial. Distúrbios sectários fomentados sob Abd Rabbuh Mansur Hadi, desestabilizam o país e levam a um golpe de Estado. - Disputas internas no governo contra o presidente; protestos nas ruas e confrontos entre opositores e partidários do governo à beira de uma guerra civil. - Renúncia do primeiro-ministro Mujawar - Renúncia de deputados do partido governante - Ocupação de várias áreas do território iemenita pela Al-Qaeda e pelos rebeldes Houthis - Aprovação da imunidade de Saleh contra processos pelos legisladores iemenitas - Eleições presidenciais para substituir Saleh como o novo presidente do Iêmen; Abd Rabbuh Mansur Hadi é eleito e empossado - Hadi é deposto por rebeldes Houthi em 22 de janeiro de 2015 e guerra civil se intensifica | Dois governos derrubados (governo Saleh deposto • governo Hadi deposto)    |
| Djibouti                       | 28 de janeiro de 2011 | Encerrado em março de 2011                                                             | | protestos menores                                                          |
| Somália                        | 28 de janeiro de 2011 | Encerrado                                                                              | | protestos menores                                                          |
| Sudão                          | 30 de janeiro de 2011 |                                                                                        | - Presidente Bashir anuncia que não iria procurar um novo mandato em 2015 - O presidente Bashir, no entanto, é escolhido como candidato do partido governante para eleição de 2015 | grandes protestos                                                          |
| Iraque                         | 12 de fevereiro de 2011 | Encerrado em janeiro de 2014                                                           | - Primeiro-ministro Maliki anuncia que não vai concorrer a um terceiro mandato; - Renúncia de governadores provinciais e autoridades locais - Libertação de 3.000 prisioneiros, incluindo 600 presos do sexo feminino - Estado Islâmico lança ofensivas no norte do Iraque capturando Mosul e grandes porções do território - Potências hegemônicas regionais e extra-regionais, incluindo o Irã e os Estados Unidos, entram na guerra ao lado do governo iraquiano para derrotar o Estado Islâmico | guerra civil e mudanças governamentais                                     |
| Bahrain                        | 14 de fevereiro de 2011 | em andamento                                                                           | - Concessões econômicas pelo rei Hamad - Libertação de presos políticos - Negociações com os representantes xiitas - Intervenção do Conselho de Cooperação do Golfo, a pedido do Governo do Bahrein - Chefe do Aparato de Segurança Nacional removido do posto | desordem civil e mudanças de governo                                       |
| Líbia                          | 17 de fevereiro de 2011 | Governo deposto em 23 de agosto de 2011. Violência contínua.                           | Derrubada de Muammar Gaddafi; Gaddafi morto por forças rebeldes - Protestos começam em Bengazi e movem-se para outras cidades; violentos confrontos entre manifestantes e partidários do governo e da polícia, devido à forte repressão. Os opositores do regime controlam várias cidades, incluindo Misurata e Bengazi e a capital Trípoli. A oposição constitui um governo paralelo que é reconhecido por muitos países e pela Liga Árabe. - Governo derrotado por uma revolta armada com uma intervenção militar mandatada pelas Nações Unidas - Ascensão do controle intercalar do Conselho Nacional de Transição - Início de combates e confrontos esporádicos de baixo nível: o novo governo é incapaz de construir um governo central de facto e pôr fim à desordem e à violência no país, onde milícias, clãs regionais e tribos se enfrentam. - Eleições para o Congresso Geral Nacional em 7 de julho de 2012 - Congresso Geral Nacional não consegue bloquear eleições e sofre esmagadora derrota eleitoral, retornando o conflito civil para a Líbia - Evacuação de várias missões diplomáticas da Líbia por vários países - Segunda Guerra Civil Líbia: grupos armados islâmicos assumem o controle de Bengazi e do Aeroporto Internacional de Trípoli e combates continuam com milícias islamistas alegando ter capturado Trípoli. | Crise social e política (governo Gaddafi deposto • guerra civil em curso)  |
| Kuwait                         | 19 de fevereiro de 2011 | Encerrado em dezembro de 2012                                                          | - Renúncia do primeiro-ministro Nasser Mohammed Al-Ahmed Al-Sabah - Dissolução do Parlamento | protestos e mudanças governamentais                                        |
| Marrocos                       | 20 de fevereiro de 2011 | Encerrado em março-abril de 2012                                                       | - Concessões políticas pelo Rei Mohammed VI; - Referendo sobre reformas constitucionais; | protestos e mudanças governamentais                                        |
| Mauritânia                     | 25 de fevereiro de 2011 | Encerrado                                                                              | | protestos menores                                                          |
| Líbano                         | 27 de fevereiro de 2011 | Encerrado em dezembro de 2011                                                          | Protestos se encerram, mas conflito sectário se agrava devido a violência na vizinha Síria. - Caos no governo, incluindo um interregno presidencial prolongado e cancelamento das eleições parlamentares. | protestos e mudanças governamentais (conflito civil em curso)              |
| Arábia Saudita                 | 11 de março de 2011 | Encerrado                                                                              | - Concessões econômicas pelo rei Abdullah - Eleições municipais unicamente masculinas realizadas em 29 de setembro de 2011 - Rei Abdullah anuncia aprovação das mulheres votarem e serem eleitas nas eleições municipais de 2015 e serem nomeadas para o Conselho Shura | protestos menores                                                          |
| Síria                          | 26 de janeiro de 2011 | em curso                                                                               | País imerso em uma cruel e brutal guerra civil: - Bashar al-Assad responde inicialmente com violência policial nas manifestações, mas vendo que o conflito se tornou mais intenso, e que seus oponentes começaram a dominar cidades, ordenou bombardeios aéreos e ataques de mísseis a todas as cidades sob controle rebelde, além de enviar tropas para combater. - Grandes deserções do exército sírio e confrontos entre soldados e desertores - Formação do Exército Sírio Livre - O Exército Sírio Livre assume controle de grandes porções de terra em toda a Síria. - Batalhas entre o exército do governo sírio e o Exército Sírio Livre em muitas províncias. - Formação do Conselho Nacional Sírio - Síria suspensa da Liga Árabe - Vários países reconhecem governo sírio no exílio - Combatentes curdos entram na guerra até meados de 2013 - Queda do regime de Bashar al-Assad em dezembro de 2024 | guerra civil em curso                                                      |
| Khuzistão (província iraniana) | 15 de abril de 2011 | Encerrado em 18 de abril de 2011                                                       | | grandes protestos                                                          |
| Israel                         | 15 de maio de 2011 | Encerrado em 5 de junho de 2011                                                        | - Manifestações árabes nas fronteiras de Israel | grandes protestos                                                          |
| Emirados Árabes Unidos         | |                                                                                        | Detenções feitas em nome da segurança nacional e alguns ativistas tiveram sua nacionalidade revogada. Alguns ativistas deportados. | protestos menores                                                          |
| Palestina                      | 4 de setembro de 2012 | Encerrado                                                                              | - Posteriormente, o primeiro-ministro palestino Salam Fayyad declara que está "disposto a renunciar" - Fayyad renuncia em 13 de abril 2013, mas por causa das diferenças políticas entre ele e o presidente da Autoridade Palestina Mahmoud Abbas sobre o financiamento da pasta | protestos menores                                                          |
| Outras consequências:          | - Seis governos derrubados (Egito e Iêmen duas vezes) - Cinco protestos provocando mudanças governamentais; - Cinco protestos menores; - Cinco grandes protestos; - Uma desordem civil provocando mudanças governamentais; - Três guerras civis (Síria, Iraque, Líbia). |                                                                                        | |                                                                            |

## Consequências
Inverno Árabe ou Inverno Islamita é um termo para a violência  e instabilidade em larga escala desenvolvida na sequência dos protestos da Primavera Árabe nos países do mundo árabe. O Inverno Árabe se caracteriza por extensas guerras civis, instabilidade regional geral, declínio econômico e demográfico da Liga Árabe e guerras religiosas globais entre muçulmanos sunitas e xiitas.

## Further reading
- The new Arab revolt: What happened, what it means, and what comes next. New York: Council on Foreign Relations. 2011. ISBN 978-0-87609-528-7
- Al Mahameed, Muhammad; Belal, Ataur; Gebreiter, Florian; Lowe, Alan (7 de junho de 2021). «Social accounting in the context of profound political, social and economic crisis: the case of the Arab Spring». Accounting, Auditing & Accountability Journal (em inglês). 34 (5): 1080–1108. ISSN 0951-3574. doi:10.1108/AAAJ-08-2019-4129
- Ali, Hager (2020). «Egypt after the Arab Spring: A Legacy of No Advancement». GIGA Focus Nahost (em inglês). GIGA German Institute of Global and Area Studies. ISSN 1862-3611
- Abaza, Mona (7 de maio de 2011). «Revolutionary Moments in Tahrir Square». Global DIalogue. 1 (4). pp. 3–4
- Abdih, Yasser (14 de junho de 2011). «Arab Spring: Closing the Jobs Gap: High youth unemployment contributes to widespread unrest in the Middle East». Finance & Development. 48 (2). 58 páginas. ISBN 978-1-451-95358-9. ISSN 0145-1707. doi:10.5089/9781451953589.022
- Alfadhel, Khalifa A. (2016). The failure of the Arab Spring. Newcastle upon Tyne, UK: Cambridge Scholars Publishing. ISBN 978-1-4438-9789-1. OCLC 959034560
- Anderson, Lisa (junho de 2011). «Demystifying the Arab Spring: Parsing the Differences Between Tunisia, Egypt, and Libya». Foreign Affairs. 90 (3): 2–7. ISSN 0015-7120. JSTOR 23039401
- Beinin, Joel; Vairel, Frédéric, eds. (2013). Social movements, mobilization, and contestation in the Middle East and North Africa. Col: Stanford studies in Middle Eastern and Islamic societies and cultures 2nd ed. Stanford, California: Stanford University Press. ISBN 978-0-8047-8803-8
- Brownlee, Jason; Masoud, Tarek; Reynolds, Andrew (2015). The Arab Spring: pathways of repression and reform. Oxford ; New York: Oxford University Press. ISBN 978-0-19-966007-0. OCLC 881859066
- Browers, Michaelle (2009). Political ideology in the Arab world: accommodation and transformation. Col: Cambridge Middle East studies. Cambridge, UK ; New York: Cambridge University Press. ISBN 978-0-521-76532-9. OCLC 299717976
- Cohen, Roger (6 de fevereiro de 2011). «Opinion | A Republic Called Tahrir». The New York Times
- Dabashi, Hamid (2012). The Arab Spring: the end of postcolonialism. London: Zed Books. ISBN 978-1-78032-223-0
- Darwish, Nonie (2012). The devil we don't know: the dark side of revolutions in the Middle East. Hoboken, N.J: Wiley. ISBN 978-1-118-13339-2. OCLC 748330578
- Davies, Thomas Richard (2014). «The failure of strategic nonviolent action in Bahrain, Egypt, Libya and Syria: 'political ju-jitsu' in reverse» (PDF). Global Change, Peace & Security. 26 (3): 299–313. ISSN 1478-1158. doi:10.1080/14781158.2014.924916
- Gardner, David Pierpont (2009). Last chance: the Middle East in the balance. London: I.B. Tauris. ISBN 978-1-84885-041-5
- Gause, F. Gregory (agosto de 2011). «Why Middle East Studies Missed the Arab Spring: The Myth of Authoritarian Stability». Foreign Affairs. 90 (4): 81–90. ISSN 0015-7120. JSTOR 23039608
- Goldstone, Jack A.; Hazel, John T. Jr. (junho de 2011). «Understanding the Revolutions of 2011: Weakness and Resilience in Middle Eastern Autocracies». Foreign Affairs. 90 (3): 8–16. ISSN 0015-7120. JSTOR 23039402
- Haddad, Bassam; Bsheer, Rosie; Abu-Rish, Ziad; Owen, Roger, eds. (2012). The dawn of the Arab uprisings: end of an old order?. London: Pluto Press. ISBN 978-0-7453-3325-0
- Kaye, Dalia Dassa (2008).  Kaye, Dalia Dassa, ed. More freedom, less terror? liberalization and political violence in the Arab world. Santa Monica, CA: RAND Corporation. ISBN 978-0-8330-4508-9
- Krüger, Laura-Theresa; Stahl, Bernhard (2016). «The French foreign policy U-turn in the Arab Spring – the case of Tunisia». Mediterranean Politics. 23 (2): 197–222. ISSN 1362-9395. doi:10.1080/13629395.2016.1253685
- Lutterbeck, Derek (Janeiro de 2013). «Arab Uprisings, Armed Forces, and Civil–Military Relations». Armed Forces & Society. 39 (1): 28–52. ISSN 0095-327X. doi:10.1177/0095327X12442768
- Ottaway, Marina; Choucair-Vizoso, Julia, eds. (2008). Beyond the façade: political reform in the Arab world. Washington, D.C: Carnegie Endowment for International Peace. ISBN 978-0-87003-239-4. OCLC 181079193
- Pelletreau, Robert H. (24 de fevereiro de 2011). «Transformation in the Middle East: Comparing the Uprisings in Tunisia, Egypt and Bahrain». Foreign Affairs
- Phares, Walid (2010). The coming revolution: struggle for freedom in the Middle East. New York: Threshold Editions. ISBN 978-1-4391-7837-9
- Posusney, Marsha Pripstein; Angrist, Michele Penner, eds. (2005). Authoritarianism in the Middle East: regimes and resistance. Boulder, Colo.: Lynne Rienner Publishers. ISBN 978-1-58826-317-9
- Rand, Dafna Hochman (2013). Roots of the Arab Spring: contested authority and political change in the Middle East. Philadelphia: University of Pennsylvania Press. ISBN 978-0-8122-4530-1
- Roberts, Adam; Willis, Michael J.; McCarthy, Rory; Garton Ash, Timothy, eds. (2016). Civil Resistance in the Arab Spring: Triumphs and Disasters. Oxford: Oxford University Press. ISBN 978-0-19-874902-8. OCLC 913852718
  - Arabic language edition: Bassil, Antoine (2017).  المقاومة المدنية في الربيع العربي الانتصارات والكوارث [Civil Resistance in the Arab Spring: Triumphs and Disasters] (em árabe). Beirut: Muttabaat Company. ISBN 978-9-953-88970-2
- Rosiny, Stephan; Richter, Thomas (2016). «The Arab Spring: Misconceptions and Prospects». Hamburg: German Institute for Global and Area Studies. GIGA Institute for Middle East Studies. GIGA Focus Middle East (em inglês). 4. ISSN 1862-3611
- Struble, Robert Jr. (22 de agosto de 2011). «Libya and the Doctrine of Justifiable Rebellion». Catholic Lane. Consultado em 1 de setembro de 2011. Cópia arquivada em 17 de abril de 2011
- Tausch, Arno (2015). «Globalization, the Environment and the Future 'Greening' of Arab Politics». Connecticut: REPEC. MPRA Paper. ISSN 1556-5068. doi:10.2139/ssrn.2608958
- Tausch, Arno (Outubro de 2013). «A Look at International Survey Data About Arab Opinion». Social Science Research Network. 17 (3): 57–74. ISSN 1556-5068. SSRN 2388627. doi:10.2139/ssrn.2388627
- Tausch, Arno (2016). «The Civic Culture of the Arab World: A Comparative Analysis Based on World Values Survey Data». Social Science Research Network (em inglês). 20 (1): 35–59. ISSN 1556-5068. SSRN 2827232. doi:10.2139/ssrn.2827232
- Tausch, Arno; Heshmati, Almas; Karoui, Hichem (2015). The political algebra of global value change: general models and implications for the Muslim world. Col: Economic issues, problems and perspectives. New York: Nova Publishers. ISBN 978-1-62948-899-8
- Women and the Arab Spring: joint hearing before the Subcommittee on International Operations and Organizations, Human Rights, Democracy, and Global Women's Issues and the Subcommittee on Near Eastern and South and Central Asian Affairs of the Committee on Foreign Relations, United States Senate, One Hundred Twelfth Congress, first session, November 2, 2011 (PDF). Washington, DC: United States Government Publishing Office. 2012
- Jacoby, Tami Amanda (2013). «Israel's Relations with Egypt and Turkey during the Arab Spring: Weathering the Storm». Israel Journal of Foreign Affairs. 7 (2): 29–42. ISSN 2373-9770. doi:10.1080/23739770.2013.11446550